# Eduard Wirths
Eduard Wirths (4 de septiembre de 1909 - 20 de septiembre de 1945) fue el médico jefe  (SS-Standortarzt) en el  campo de concentración de Auschwitz desde septiembre de 1942 hasta enero de 1945. Así, Wirths tuvo la responsabilidad formal de todos los trabajos llevados a cabo por los médicos (incluidos Josef Mengele, Horst Schumann y Carl Clauberg) en la sección médica Bloque 10 de Auschwitz entre 1942–1945.

## Biografía

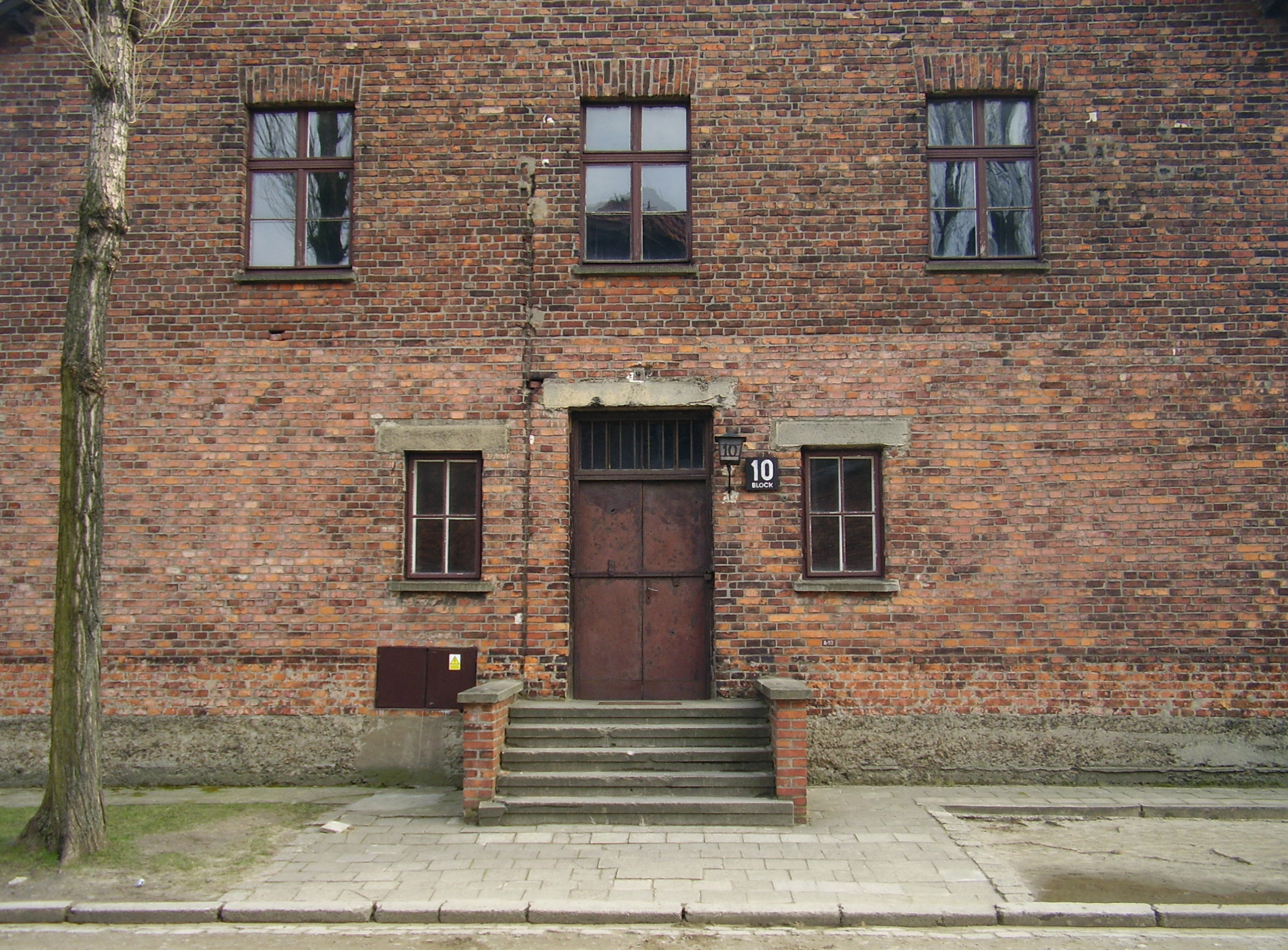
Bloque 10 de Auschwitz

Eduard Wirths nació en Geroldshausen, cerca de Würzburg, Baviera, en el seno de una familia católica. Su padre sirvió como médico en la Primera Guerra Mundial. Su hermano menor, Helmut, fue un notable ginecólogo, que visitó a su hermano en Auschwitz para participar en un ensayo en el área oncológica, pero abandonó el campo tan sólo unos días a consejo de Eduard, y debido a la repulsión que le generaba ese lugar. De acuerdo con Lifton: 

... Entre los hermanos fue Eduard el más influenciado por su padre, llegando a ser una persona meticulosa, obediente, cualidades que mantuvo durante su vida adulta. Nunca fumó ni bebió, describiéndosele como compasivo y "débil" en sus repuestas..." 